# فالنتين روزر
فالنتين أندريه هينري روزر (بالفرنسية: Valentin André Henri Rosier)‏ (مواليد 19 أغسطس 1996 في مونتوبان، فرنسا - ) هو لاعب كرة قدم فرنسي يلعب مع نادي بشكتاش في مركز الظهير الأيمن.

## روابط خارجية
- فالنتين روزر على موقع الاتحاد الأوربي (الإنجليزية)
- فالنتين روزر على موقع اتحاد تركيا (لاعب) (الإنجليزية)
- فالنتين روزر على موقع قاعدة بيانات كرة القدم.إي يو (الإنجليزية)
- فالنتين روزر على موقع Soccerway.com (الإنجليزية)
- فالنتين روزر على موقع عالم كرة القدم.نت (الإنجليزية)
- فالنتين روزر على موقع AS.com (الإسبانية)